# Musculus masseter
Der Musculus masseter (kurz: Masseter; lat. für „Kaumuskel“) ist einer der vier Kaumuskeln der Säugetiere. Er entspringt beim Menschen am Jochbogen (Arcus zygomaticus), bei vielen anderen Säugetieren auch an der Crista facialis des Oberkiefers, und inseriert am Winkel des Unterkiefers. Der Muskel erlaubt neben dem eigentlichen Kieferschluss auch Seitwärts- und Längsbewegungen des Unterkiefers und sorgt so für das Zermahlen der Nahrung.
Der Masseter leitet sich, wie auch die anderen Kaumuskeln, vom ersten Kiemenbogen ab und wird deshalb vom ersten Kiemenbogennerv, dem Nervus mandibularis innerviert.
Die Blutversorgung erfolgt beim Menschen durch die Arteria masseterica (ein Ast der Arteria maxillaris) und die Arteria transversa faciei. In der Veterinäranatomie wird der bei Huf- und Raubtieren aus der Arteria carotis externa entspringende Zufluss Ramus massetericus genannt.
Über den Musculus masseter zieht der Ausführungsgang der Ohrspeicheldrüse.

## Aufbau

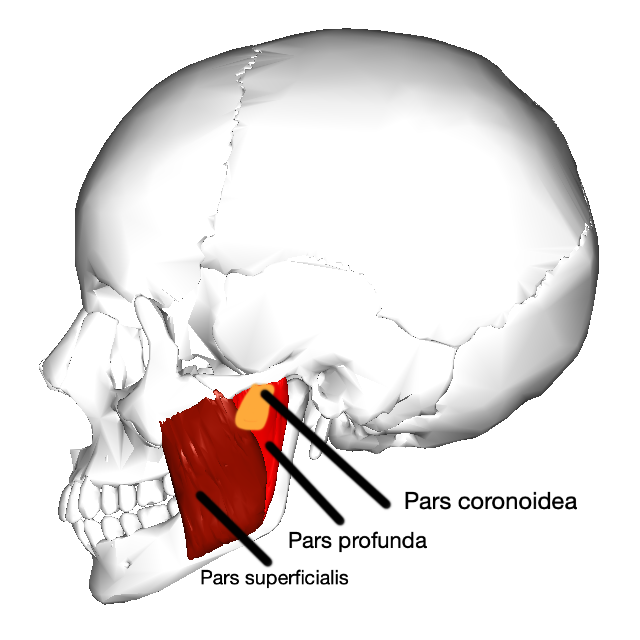
Musculus masseter mit Pars superficialis, Pars profunda und Pars coronidea

Der Musculus masseter besteht aus einem oberflächlichen Anteil (Pars superficialis) und einem tiefen Anteil (Pars profunda). Forschende der Universität Basel haben eine noch tiefere Schicht entdeckt und schlagen dafür den Namen Pars coronoidea vor. „Diese tiefste Schicht des Kaumuskels […] entspringt posterior an der inneren, temporalen Seite des Jochbeinfortsatzes des Schläfenbeins, wobei die Muskelfasern diagonal nach anterior verlaufen und der Muskel an der Basis und entlang des hinteren Randes des Koronoidfortsatzes des Unterkiefers ansetzt“, legen die Autoren dar. Die Innervation erfolge, ebenso wie die der Masseter-Anteile, durch den Nervus massetericus des Nervus mandibularis. Die Pars coronoidea ist bislang noch keine offizielle Bezeichnung und muss noch durch die Federative International Programme on Anatomical Terminology (FIPAT) anerkannt werden.

## Lebensmittelaspekte
Der Muskel ist bei Pflanzen- und Allesfressern und damit auch beim Menschen sehr kräftig, allerdings stark gefiedert und stark von Sehnengewebe durchsetzt. Deswegen müssen Ochsen- und Schweinsbäckchen sehr lange geschmort werden, gelten dann aber als Delikatesse. Am Masseter werden beim Rind bei der Fleischbeschau die Schnitte zur Untersuchung auf Bandwurmfinnen angelegt. Das Kopffleisch (einschließlich Masseter) des Schweines wird auch zur Herstellung von Sülze („Schweinekopfsülze“) verwendet.